# G. Bond (cràter)
G. Bond és un petit cràter d'impacte lunar, al sud del Lacus Somniorum, un petita mar lunar, localitzada a la part nord-est de la cara visible de la Lluna. S'hi troba a l'est del cràter Posidonius, i al sud dels romanents inundats del cràter Hall. El cràter se situa en una zona de terrenys rugosos al nord-oest de la regió muntanyenca dels Montes Taurus.

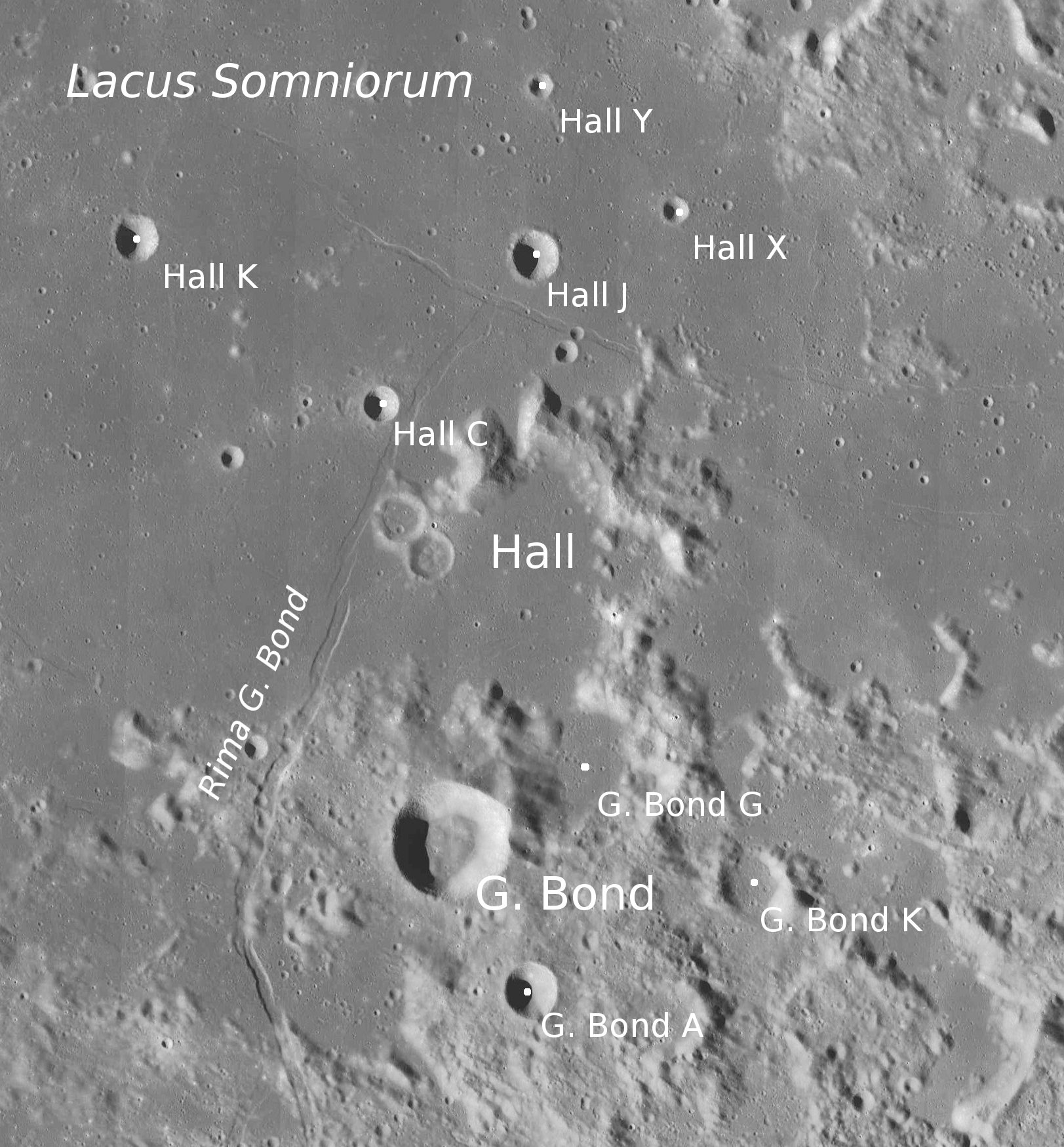
Localització de G. Bond. Fotografia de la missió Lunar Reconnaissance Orbiter.

El cràter és una formació aproximadament circular, que no posseeix impactes importants a la seva superfície. Té forma de cove, amb un sòl interior d'aproximadament la meitat del diàmetre del cràter. La paret interior descendeix directament des de la vora, sense altres elements característics d'importància.
Cap a l'oest s'hi troba un prominent "canal" inundat amb lava solidificada, designat com la Rima G. Bond. Aquesta quebrad fallida continua amb una orientació nord-sud, per uns 150 quilòmetres. El centre d'aquesta formació té les coordenades 33.3° N, 35.5° E.

## Cràters satèl·lit
Per convenció aquests elements són identificats en els mapes lunars posant la lletra en el costat del punt central del cràter que està més prop de G. Bond.
|         | \| G. Bond \| Coordenades \| Diàmetre \| \| ------- \| ------------------------------------ \| -------- \| \| A \| 31° 36′ N, 36° 48′ E / 31.6°N,36.8°E \| 9 km \| \| B \| 29° 54′ N, 34° 42′ E / 29.9°N,34.7°E \| 33 km \| \| C \| 28° 12′ N, 34° 48′ E / 28.2°N,34.8°E \| 46 km \| \| G \| 32° 48′ N, 37° 18′ E / 32.8°N,37.3°E \| 31 km \| \| K \| 32° 06′ N, 38° 18′ E / 32.1°N,38.3°E \| 14 km \| |          |
| G. Bond | Coordenades | Diàmetre |
| A       | 31° 36′ N, 36° 48′ E / 31.6°N,36.8°E | 9 km     |
| B       | 29° 54′ N, 34° 42′ E / 29.9°N,34.7°E | 33 km    |
| C       | 28° 12′ N, 34° 48′ E / 28.2°N,34.8°E | 46 km    |
| G       | 32° 48′ N, 37° 18′ E / 32.8°N,37.3°E | 31 km    |
| K       | 32° 06′ N, 38° 18′ E / 32.1°N,38.3°E | 14 km    |

## = Altres referències
- (WGPSN), IAU Working Group for Planetary System Nomenclature. «Gazetteer of Planetary Nomenclature. 1:1 Million-Scale Maps of the Moon» (en anglès).  UAI / USGS, 13-02-2013. [Consulta: 6 abril 2016].
- Andersson, L. E.; Whitaker, E. A.,. NASA Catalogue of Lunar Nomenclature (en anglès).  NASA RP-1097, 1982.
- Blue, Jennifer. «Gazetteer of Planetary Nomenclature» (en anglès).  USGS, 25-07-2007. [Consulta: 2 gener 2012].
- Bussey, B.; Spudis, P.. The Clementine Atlas of the Moon (en anglès).  Nueva York: Cambridge University Press, 2004. ISBN 0-521-81528-2.
- Cocks, Elijah E.; Cocks, Josiah C.. Who's Who on the Moon: A Biographical Dictionary of Lunar Nomenclature (en anglès).  Tudor Publishers, 1995. ISBN 0-936389-27-3.
- McDowell, Jonathan. «Lunar Nomenclature» (en anglès).   Jonathan's Space Report, 15-07-2007. [Consulta: 2 gener 2012].
- Menzel, D. H.; Minnaert, M.; Levin, B.; Dollfus, A.; Bell, B. «Report on Lunar Nomenclature by The Working Group of Commission 17 of the IAU» (en anglès). Space Science Reviews, 12, 1971, pàg. 136.
- Moore, Patrick. On the Moon (en anglès).  Sterling Publishing Co, 2001. ISBN 0-304-35469-4.
- Price, Fred W. The Moon Observer's Handbook (en anglès).  Cambridge University Press, 1988. ISBN 0521335000.
- Rükl, Antonín. Atlas of the Moon (en anglès).  Kalmbach Books, 1990. ISBN 0-913135-17-8.
- Webb, Rev. T. W.. Celestial Objects for Common Telescopes, 6ª edición revisada (en anglès).  Dover, 1962. ISBN 0-486-20917-2.
- Whitaker, Ewen A. Mapping and Naming the Moon (en anglès).  Cambridge University Press, 2003. 978-0-521-54414-6.
- Wlasuk, Peter T. Observing the Moon (en anglès).  Springer, 2000. ISBN 1-85233-193-3.